# Потасе
Потасе (пол. Potasie) — село в Польщі, у гміні Турошль Кольненського повіту Підляського воєводства.
Населення — 58 осіб (2011).
У 1975-1998 роках село належало до Ломжинського воєводства.

## Демографія
Демографічна структура станом на 31 березня 2011 року:
|          | Загалом | Допрацездатний вік | Працездатний вік | Постпрацездатний вік |
| -------- | ------- | ------------------ | ---------------- | -------------------- |
| Чоловіки | 29      | 8                  | 18               | 3                    |
| Жінки    | 29      | 6                  | 17               | 6                    |
| Разом    | 58      | 14                 | 35               | 9                    |